# Zbečník
Zbečník (německy Sbetschnik) je vesnice, část města Hronov, která se nachází západně od centra Hronova v údolí Zbečnického potoka, jímž prochází silnice II/567, která tvoří jižní hranici CHKO Broumovsko. Ke vsi patří také části Padolí, Chlomek, Bosna (větší část), Ohrada, Pustiny a částečně Studénka (větší část). Často uváděný Hájek je již na katastru obce Horní Radechová. Na území Zbečníku žije přibližně 1000 obyvatel.

## Historie
Písemné zmínky o vsi pochází z 15. století, kdy je zmiňována tvrz Kvikov. Tvrz stála na zalesněném kopci nad současným hřištěm Sokola. Dnes jsou patrné jen terénní náznaky. V obci působí tělovýchovná jednota Sokol Zbečník a Orel Zbečník.
Město Hronov se snažilo v průběhu let sloučit s okolními vesnicemi. První pokusy o toto sloučení proběhly v roce 1941, kdy se zástupci sousedních vesnic účastnili jednání v Hronově. O sloučení obce s Hronovem se poprvé rozhodovalo v referendu, které se konalo 19. ledna 1947, v němž se obyvatelé vyslovili pro zachování samostatnosti. Po roce 1948, kdy zastupitelská místa obecního úřadu byla obsazena komunisty, bylo již bez referenda rozhodnuto, že obec Zbečník bude sloučena s Hronovem. K oficiálnímu sloučení došlo 23. září 1949. Po sloučení obce s Hronovem byl ve vsi vybudován vodovod. Mezi lety 2014 – 2015 došlo ve Zbečníku k rekonstrukci kanalizace, silnic a chodníků. Území na severozápadě mezi železniční tratí a řekou Metuje je součástí Parku Aloise Jiráska a bývalo často využíváno k poutím, místním slavnostem a akcím. Nachází se na něm stavba Husova sboru.

### Připojení Zbečníku k Hronovu
Zbečník býval původně samostatnou obcí. V roce 1941 přišel sousední Hronov s iniciativou připojení okolních obcí k sobě. 19. ledna 1947 bylo ve Zbečníku uspořádáno referendum o připojení k Hronovu. V něm se 58,1 % obyvatel vyslovilo pro připojení k Hronovu. Místní národní výbor ve Zbečníku však připojení Zbečníku k Hronovu neschválil. Tím pádem Zbečník zůstal nadále samostatnou obcí.
Po nástupu komunismu v roce 1948  byli do výboru dosazeni čistě komunisté, a ti připojení Zbečníku k Hronovu finálně schválili. Ke sloučení obou obcí došlo 23. září 1949.

## Geologie
Geologicky je celé údolí Zbečnického potoka příkopovou propadlinou. Na jižních svazích nad obcí vystupuje vzácný triasový pískovec. V západní části obce s názvem Pustiny se nacházel rybník. Ten je od roku 1994 vypuštěn. Nad obcí se tyčí vrch Maternice s výškou 567 m n. m., u něhož je pramen nazývající se Skalákova studánka. Počátkem 20. století zde byly pokusy o těžbu černého uhlí. Ložiska se nacházejí pod masivem Maternice. Pokusy o těžbu byly v několika štolách v Maternici (štola Hermína) a v Jiráskově dole na úpatí Jírovy hory (485 m n. m.). Kvůli složité geologické stavbě se uhlí těžit nezačalo. Místní lidé pracovali v uhelných dolech v Radvanicích, Rtyni a Malých Svatoňovicích. V obci bývají oproti okolí nižší ranní teploty a následně teplejší dny, což je dáno hlubokým údolím, v němž se vesnice nachází.

## Průmysl
Ve vsi se nachází strojírenská firma Wikov MGI vyrábějící převodovky, která je součástí skupiny Wikov. Dále jsou zde firmy TAMADEX, Jirka a spol., Rony Elektronik, Rotomotor, Jaroslav Pařízek-Zámečnictví, CES-EKO, Milan Mifek-Allforsat.cz, DAMA-Pokrývačství, Klempířství-Pokrývačství Daneš Fiala, Řeznictví uzenářství Klicnar a další.

## Doprava

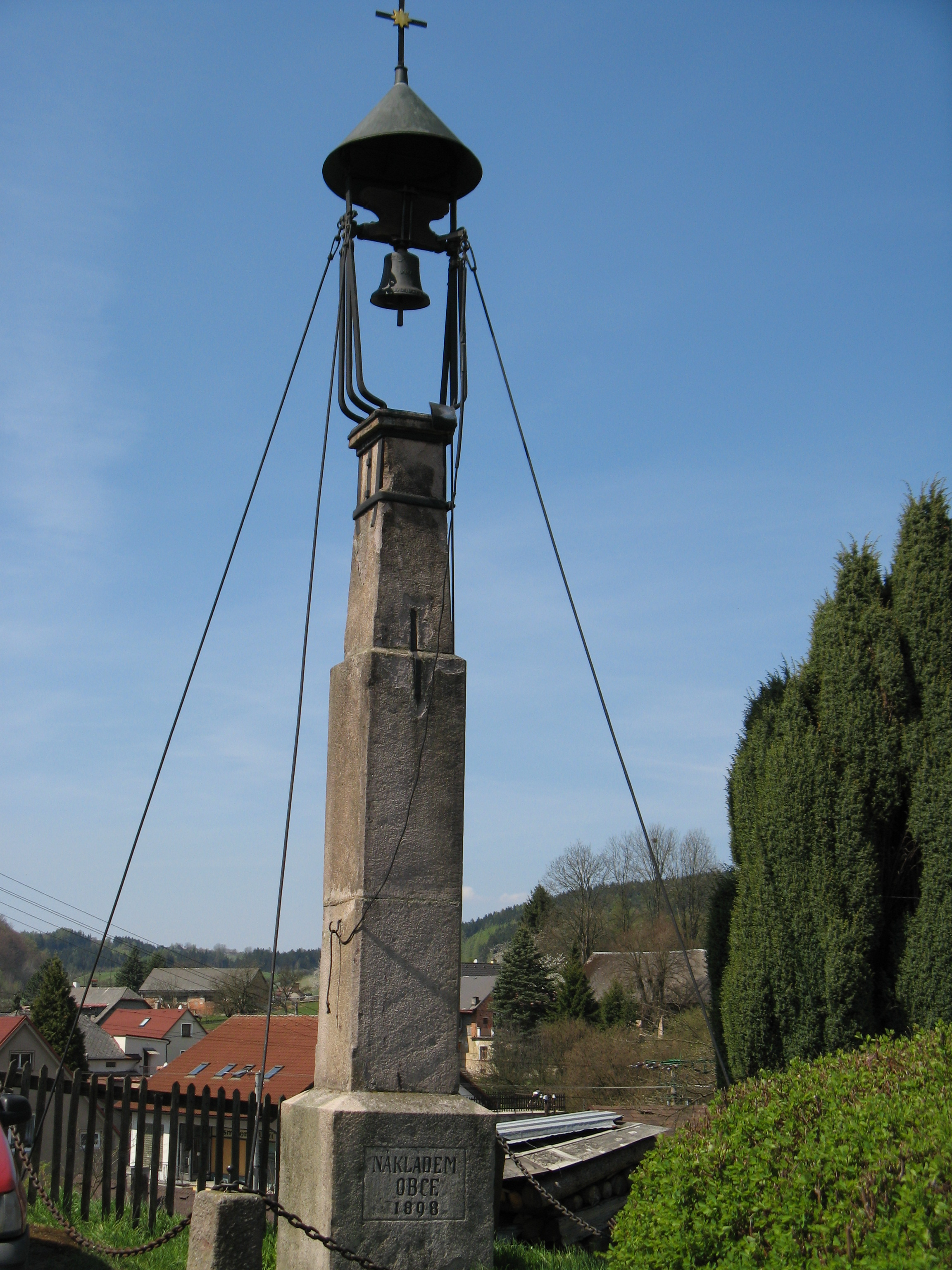
Zvonička ve Zbečníku

Dopravu ve vsi zajišťují autobusové linky CDS Náchod a ICOM, které projíždějí na lince z Červeného Kostelce do Hronova. V Červeném Kostelci i v Hronově tyto autobusy zajíždějí na železniční stanici, tím je obyvatelům zajištěna návaznost na vlakové spojení.

### Autobusové zastávky ve vsi
- Zbečník, Wikov
- Zbečník, pošta
- Zbečník, U dvou líp
- Zbečník, hostinec
- Zbečník, Pustiny

## Akce Zbečník (2014 — 2015)
V průběhu roků 2014 a 2015 proběhla ve vsi rozsáhlá výstavba kanalizace a poté rekonstrukce silnic a chodníků, během výstavby kanalizace došlo zároveň i k rekonstrukci vodovodního potrubí. Celá stavba byla dokončena 15. ledna 2015. Součástí projektu byla i oprava mostu ve vsi a vybudovaní cyklostezek.

### Fotografie z průběhu rekonstrukce vesnice

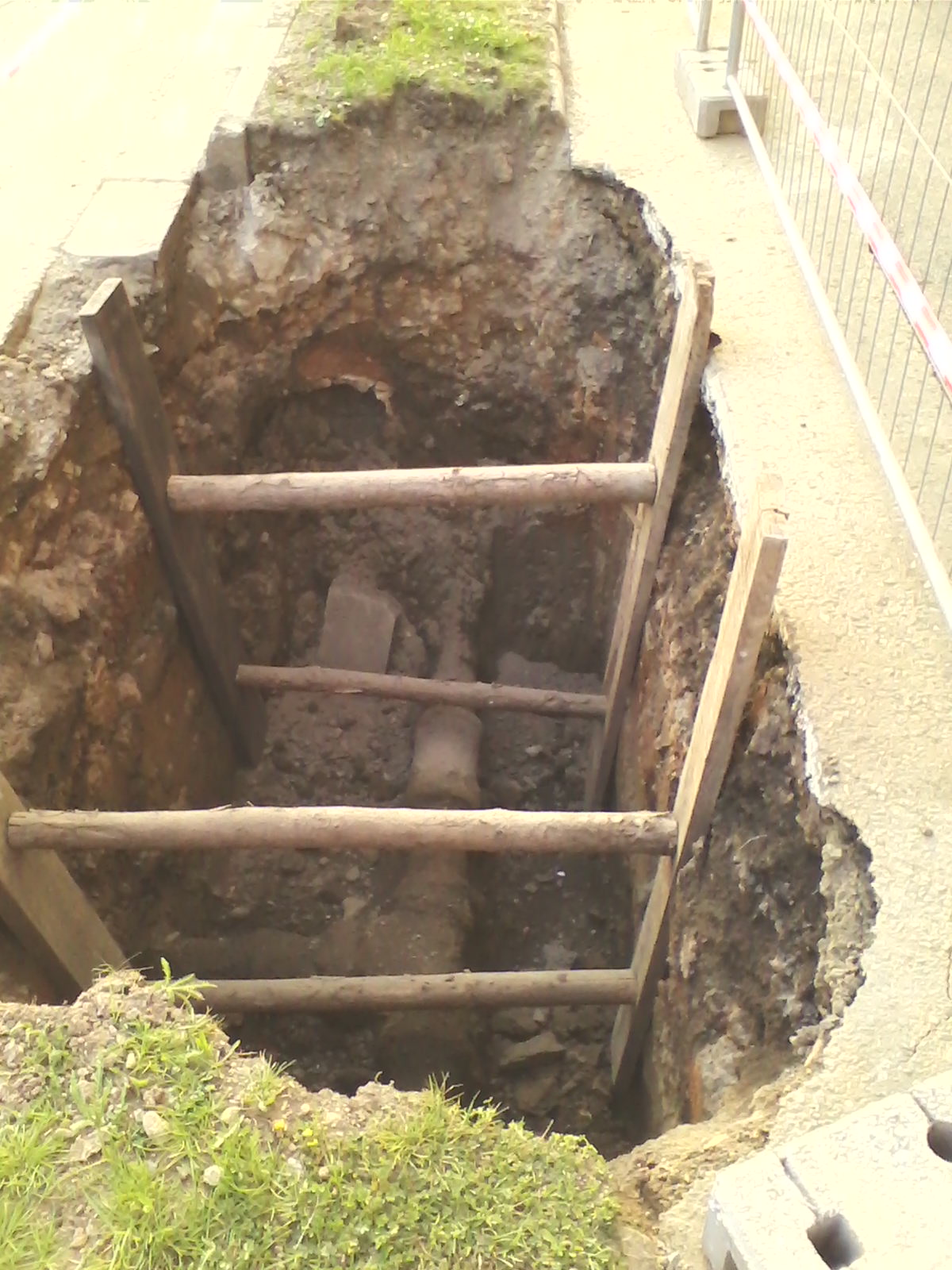
Odkrytá vodovodní kanalizace.
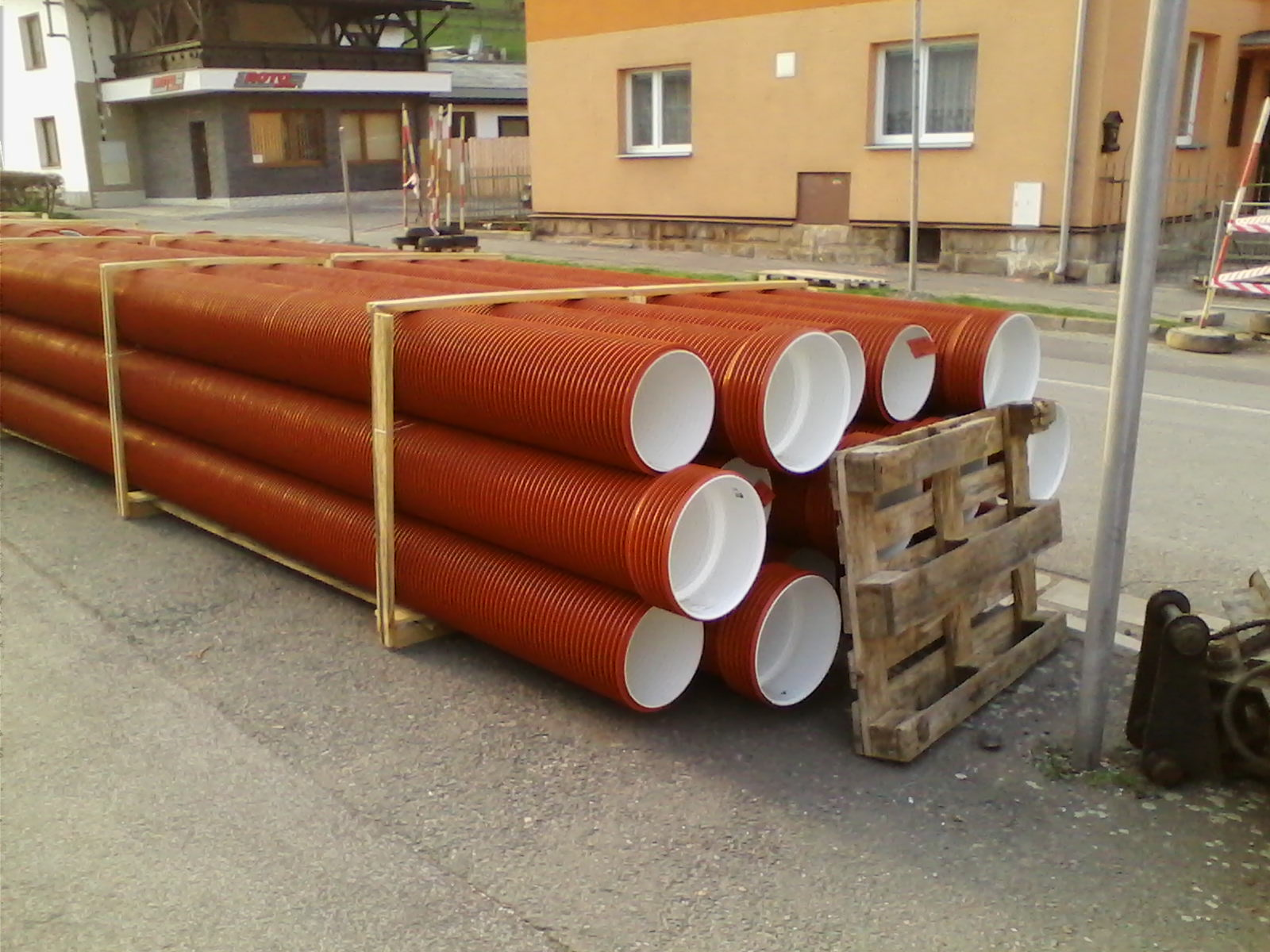
Nové vodovodní potrubí.
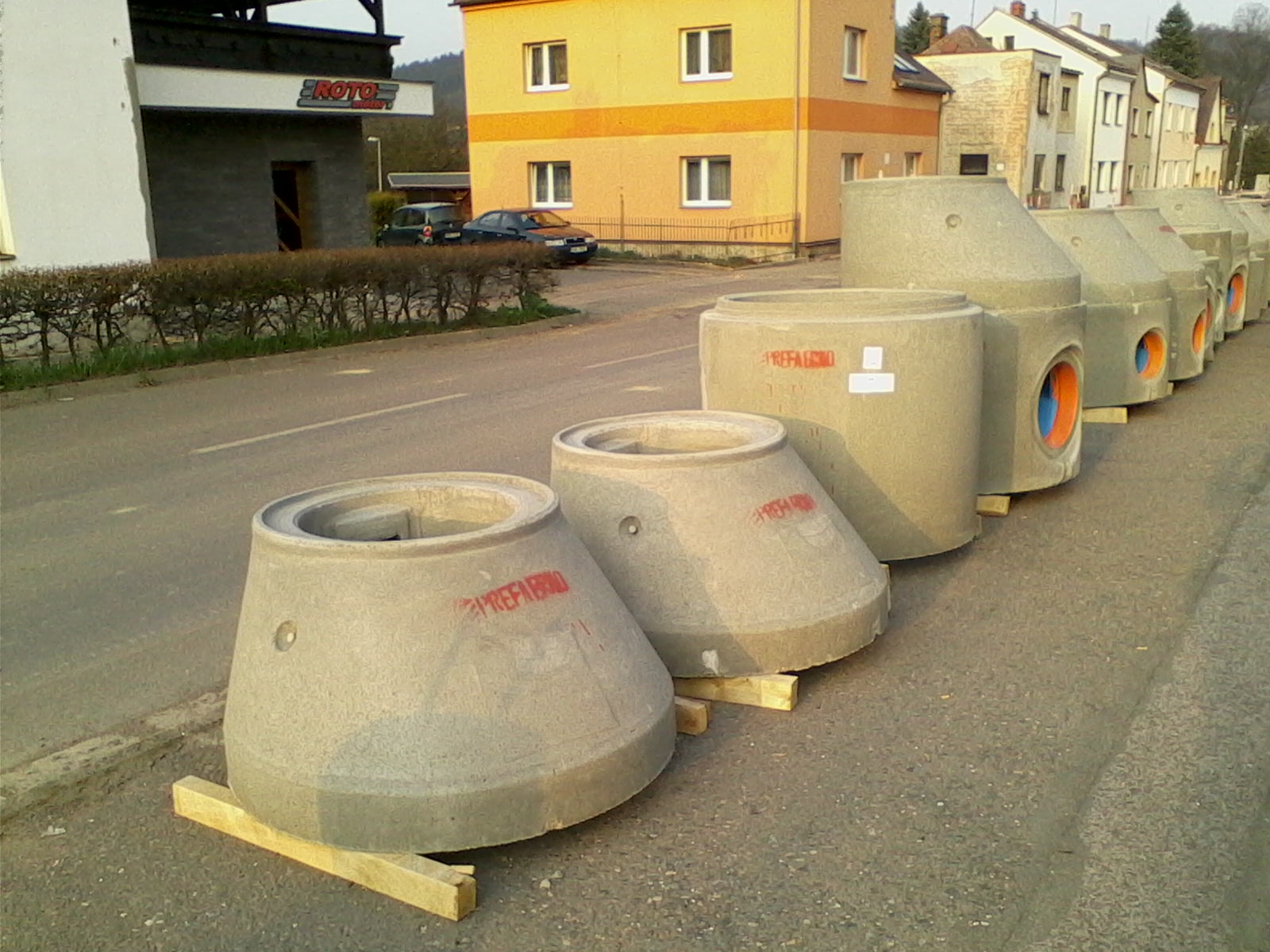
Jímky na odpadní vody.
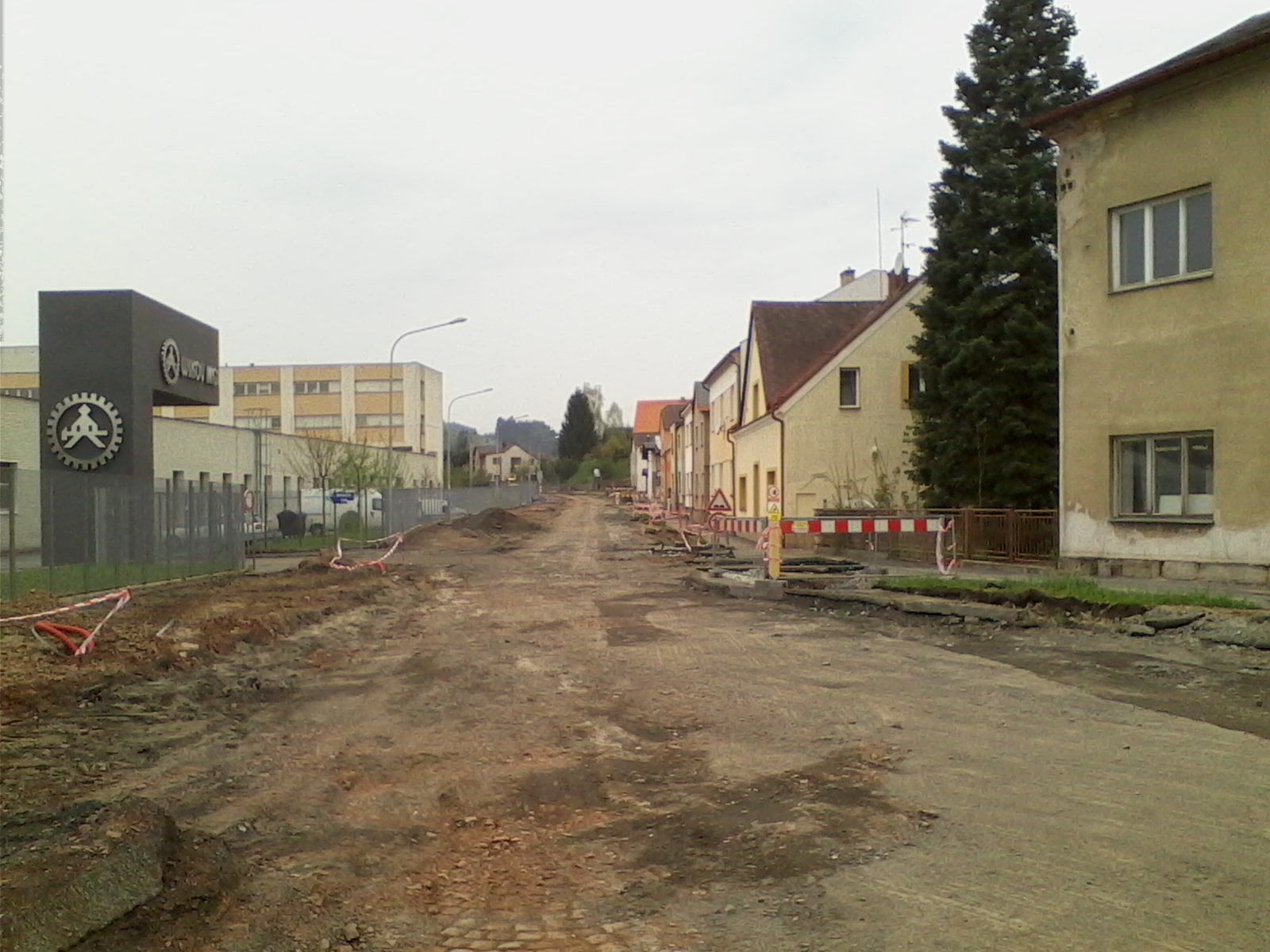
Rozkopaná hlavní silnice, směr Červený Kostelec.
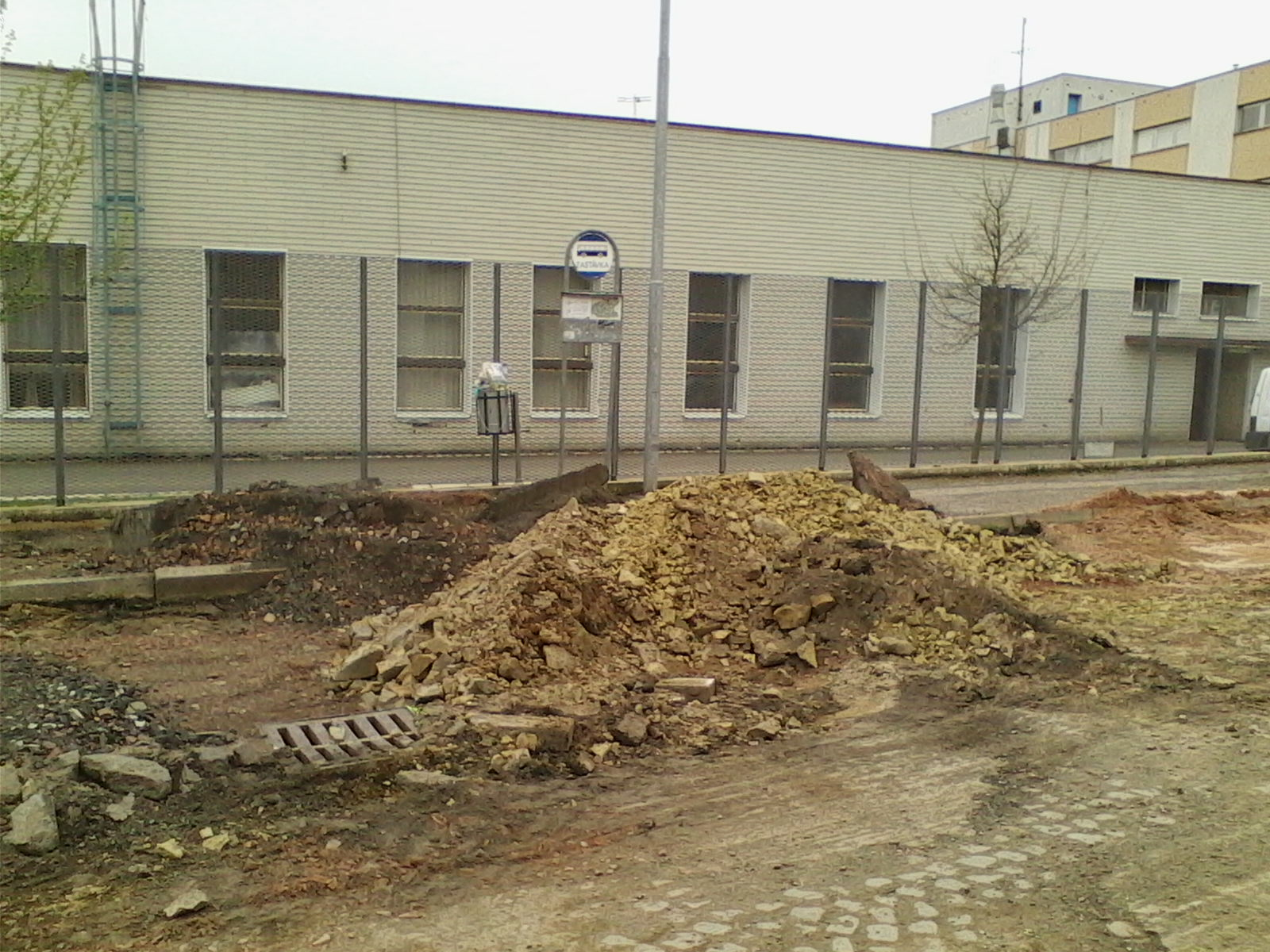
Autobusová zastávka Zbečník Wikov zasypaná sutí

## Galerie

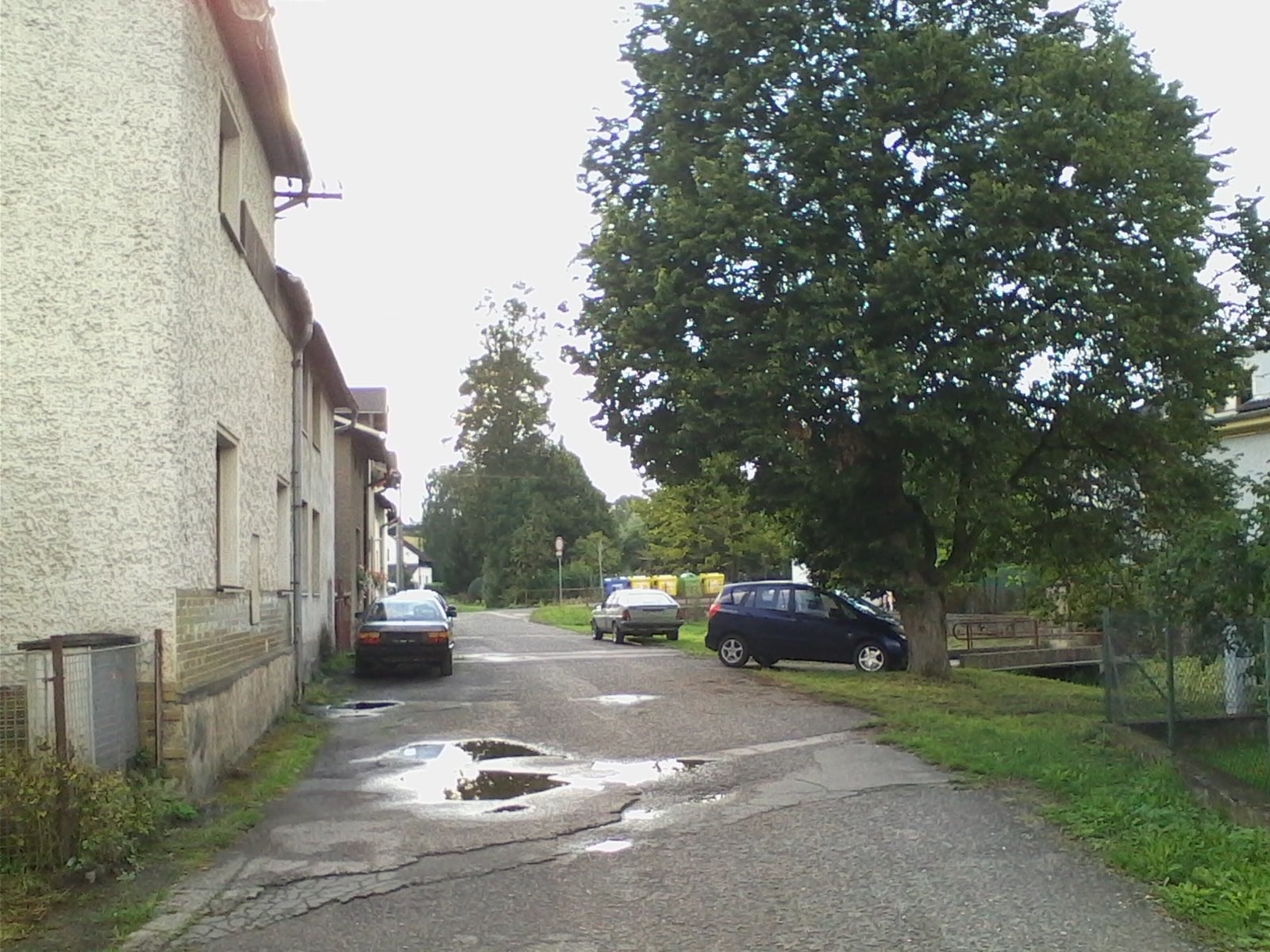
Bývalé náměstí ve Zbečníku
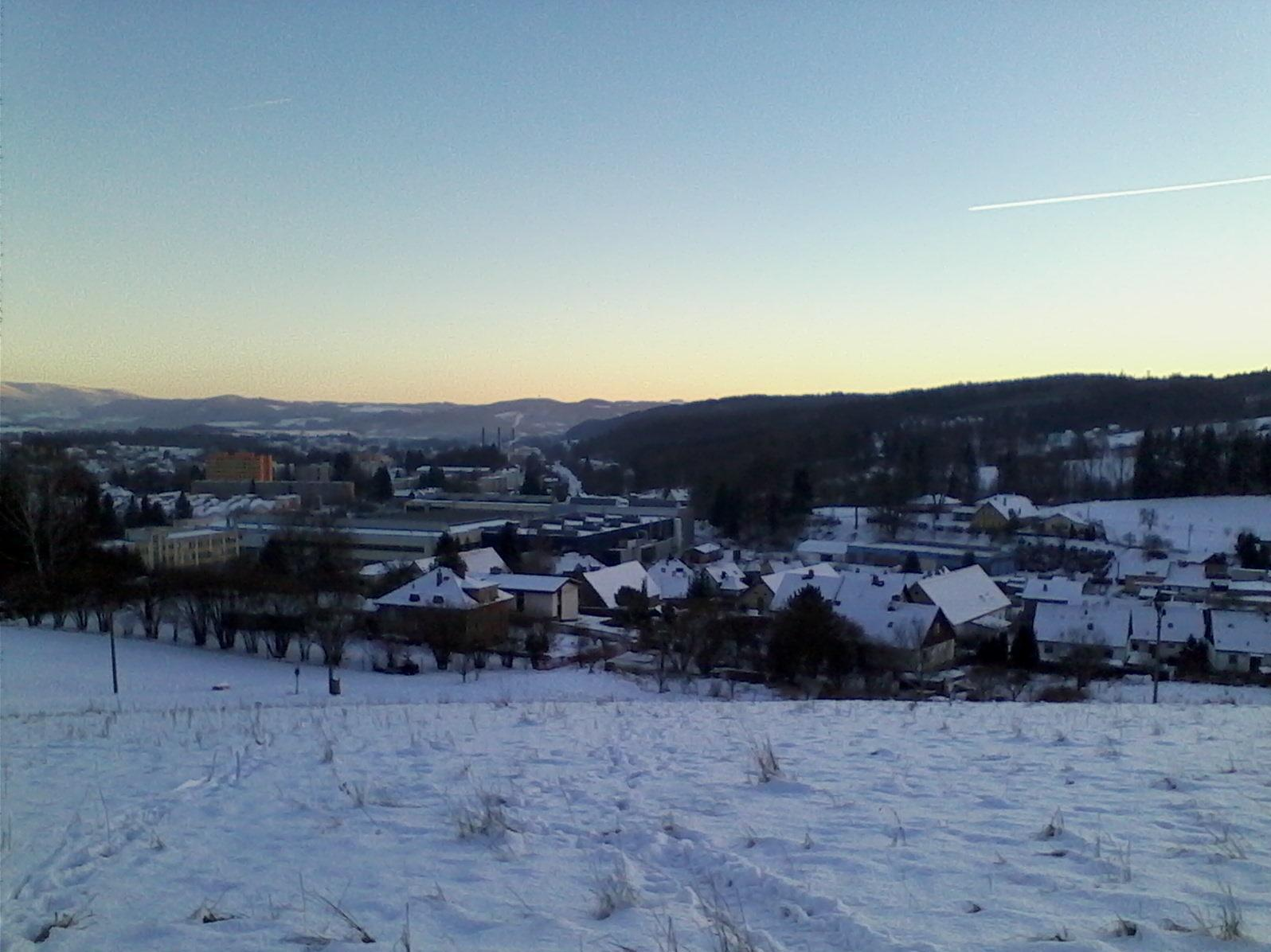
Dolní Zbečník s výhledem i na Hronov
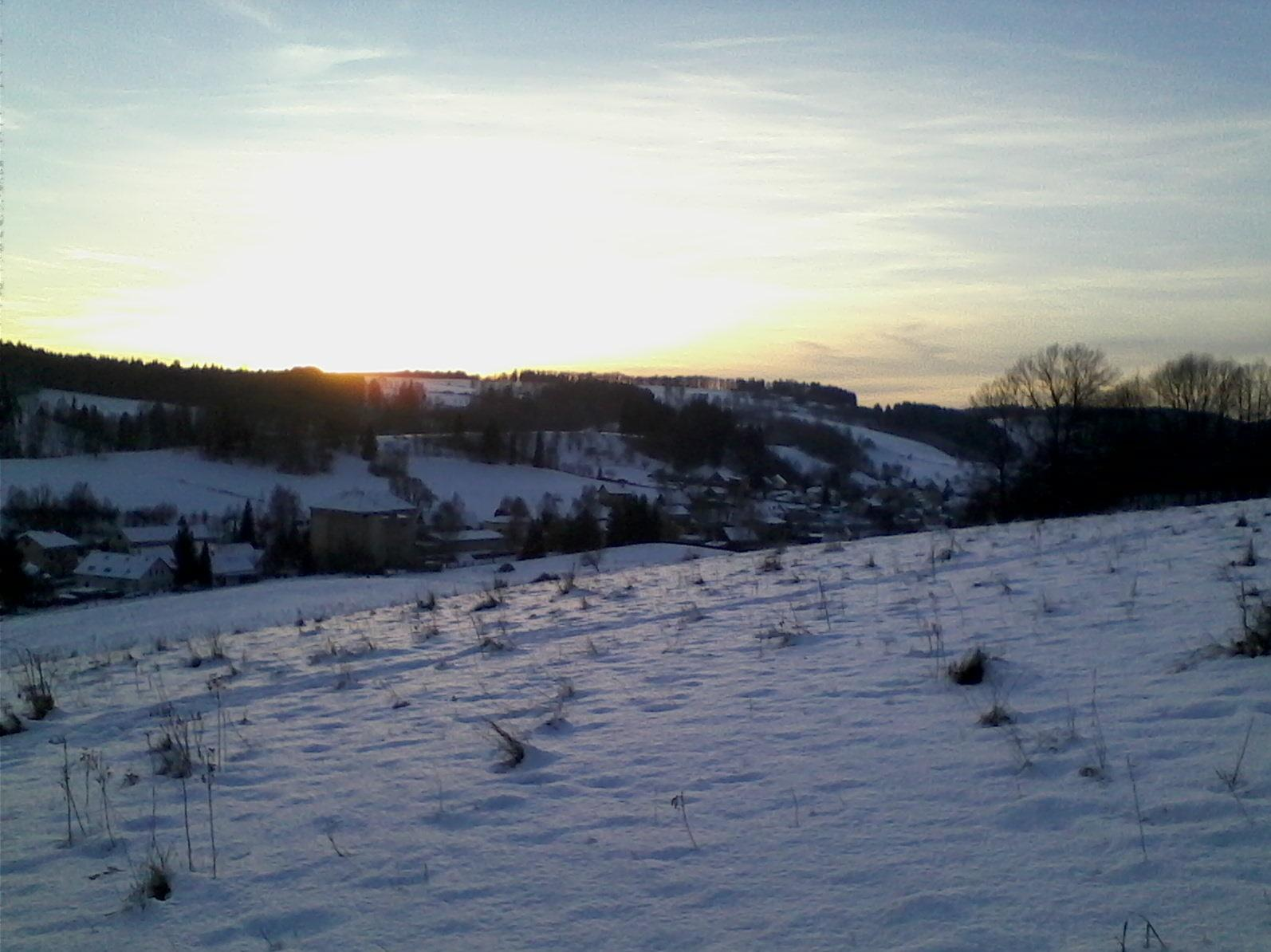
Střední Zbečník, pohled ze severního svahu nad Zbečníkem